# 진직현
진직현(晋直鉉, 1901년 3월 29일 ~ 1961년 6월 5일)은 대한민국의 제헌 국회의원이다. 전라북도 임실 출신이다.

## 가족
- 사위: 국회의원 이경호
- 외손녀: 국회의원 이영애
- 조카: 국회의원 손주항

## 학력
- 경성중학교 졸업
- 경성법학전문학교 졸업
- 일본 메이지 대학교 고등연구과 졸업

## 경력
- 일본변호사시험 합격
- 사법부 변호사 인정등록
- 대한독립촉성국민회 임실군지부 위원장
- 임실경찰후원회장
- 임실공립국민학교 후원회장
- 임실군 축산협회장
- 임실군 후생협회부회장
- 1948년 5월 10일: 제헌 국회의원(전북 임실)

## 역대 선거 결과
|  | 29.45% |

|  | 9.75% |

|  | 8.47% |

## 참고 문헌
- 《대한민국 의정총람》, 국회의원총람발간위원회, 1994년
- 진직현 - 대한민국헌정회